# Meantime (Helmet)
Meantime è il secondo album in studio del gruppo musicale statunitense Helmet, pubblicato il 23 giugno 1992 dalla Interscope Records.

## Il disco
Meantime è il primo disco degli Helmet pubblicato dalla Interscope, etichetta discografica che a quanto pare riuscì a metterli sotto contratto per circa un milione di dollari, dopo aver lottato con altre 20 etichette discografiche. Questo perché dopo l'interessante esordio con Strap It On (1990), gli Helmet erano sotto osservazione da parte delle major, considerati come una delle band che avrebbero saputo raggiungere il successo in breve tempo. Ciò non avvenne, ma Meantime fu l'album che comunque diede loro un disco d'oro negli Stati Uniti.
Le ragioni per cui probabilmente gli Helmet non raggiunsero questo successo vanno cercate sicuramente nel loro sound, molto pesante, implacabile, infarcito di riff di chitarra stoppati, e di accordi e assoli di derivazione jazzistica, nonché di una base ritmica ben affiatata, con il basso di Bogdan che ben si accompagna al drumming incessante e caratterizzato dal suono squillante del rullante di Stanier. Questo suono fu quindi difficile da assimilare per il pubblico, che stava assaporando la prima ondata del grunge (Nevermind dei Nirvana era stato pubblicato meno di un anno prima).
Nonostante questo, Meantime è considerato dalla critica specializzata come uno dei dischi più influenti degli anni novanta del XX secolo.
Il pezzo più accessibile dell'album (nonché il più noto) è sicuramente Unsung, del quale verrà prodotto anche un videoclip (video verranno prodotti anche per In the Meantime e Give It); suddetta canzone nel 2004 è stata inclusa nella colonna sonora del videogioco per PlayStation 2 Grand Theft Auto: San Andreas e poi nel 2006 in Guitar Hero, sempre per PlayStation 2.

## Tracce
Testi e musiche di Page Hamilton.
1. In the Meantime – 3:08
2. Ironhead – 3:22
3. Give It – 4:17
4. Unsung – 3:57
5. Turned Out – 4:14
6. He Feels Bad – 4:03
7. Better – 3:10
8. You Borrowed – 3:45
9. FBLA II – 3:22
10. Role Model – 3:35

## Formazione
- Page Hamilton – voce, chitarra
- Peter Mengede – chitarra
- Henry Bogdan – basso
- John Stanier – batteria